# Olios subadultus
Olios subadultus är en spindelart som beskrevs av Cândido Firmino de Mello-Leitão 1930. 
Olios subadultus ingår i släktet Olios och familjen jättekrabbspindlar. Inga underarter finns listade i Catalogue of Life.